# Jakob Frandsen
Pour les articles homonymes, voir Frandsen.
Jakob Roberg Frandsen, né le 30 octobre 1994 à Ebeltoft, est un coureur cycliste danois.

## Palmarès sur route

### Par année
- 2017
  - 2e de la Horizon Park Race for Peace

### Classements mondiaux
| Année           | 2017 |
| --------------- | ---- |
| UCI Europe Tour | 905e |

## Palmarès sur piste

### Championnats du Danemark
- 2017
  - 3e du championnat du Danemark de poursuite par équipes